# Phalaenopsis fuscata
Phalaenopsis fuscata är en orkidéart som beskrevs av Heinrich Gustav Reichenbach. Phalaenopsis fuscata ingår i släktet Phalaenopsis och familjen orkidéer. Inga underarter finns listade i Catalogue of Life.

## Bildgalleri

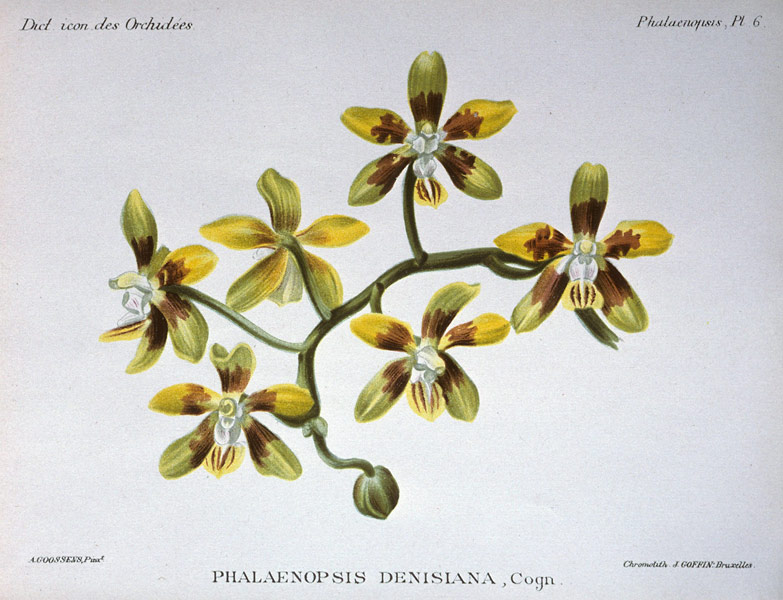